# Alloniscus robustus
Alloniscus robustus is een pissebed uit de familie Alloniscidae. De wetenschappelijke naam van de soort is voor het eerst geldig gepubliceerd in 1974 door Ferrara.